# Ponte Ludendorff
Il ponte di Ludendorff (in tedesco Ludendorff-Brücke), così battezzato in onore del generale tedesco Erich Ludendorff che ne aveva suggerito la costruzione durante la prima guerra mondiale, più conosciuto come ponte di Remagen, è stato un ponte ferroviario che, attraversando il Reno, collegava Remagen e Erpel (posta sull'altra sponda del fiume). Completato nel 1919 su progetto dell'ingegnere tedesco Karl Wiener, è crollato il 17 marzo 1945.
Ha avuto un ruolo fondamentale nella seconda guerra mondiale, precisamente nella battaglia di Remagen (7-8 marzo 1945), poiché era l'unico ponte sul Reno catturato dagli Alleati, durante l'avanzata in Germania.
Il ponte e i fatti della sua cattura si sono diffusi nella cultura popolare a seguito dell'uscita del film Il ponte di Remagen, nel 1969.

## Costruzione e caratteristiche
Il ponte era stato costruito da prigionieri russi durante la prima guerra mondiale, aveva una lunghezza totale di 400 m, mentre la struttura principale in acciaio era lunga 325 m. L'arco che reggeva la sezione centrale era lungo 156 m e alto fino a 28 m sul livello dell'acqua. Due raccordi in travature metalliche tra le torri e l'arco erano entrambe lunghe 85 m. Colline si elevavano da entrambi i lati e i raccordi ferroviari correvano in galleria sotto di esse parallelamente al fiume. Il ponte era normalmente 15 m sul livello dell'acqua. Sul lato est era stato costruito un tunnel che deviava di quasi 90° attraverso la collina di Erpeler Ley, che sovrastava il Reno.

## Nella seconda guerra mondiale
Il ponte era di grande importanza nelle ultime fasi del conflitto, in quanto collegava l'Europa occidentale con la Germania vera e propria. Dopo un'aspra battaglia tra gli anglo-americani e i tedeschi, che presidiavano il ponte con quattro torrette difensive pesantemente fortificate messe ognuna ad ogni sua estremità, e un campo trincerato sul versante orientale del fiume (dotato anche di batterie antiaeree), gli alleati riuscirono a prendere possesso del ponte. I tedeschi cercarono di farlo saltare in aria per via della sua importanza, ma le esplosioni provocate non riuscirono a far collassare il ponte, che permise così, a battaglia finita, di poter attraversare il fiume e formare una "testa di ponte" degli Alleati.
Il ponte Ludendorff venne preso "apparentemente" ancora agibile dalle truppe americane (7-8 marzo 1945), ma dieci giorni dopo la sua conquista crollò mentre veniva attraversato da alcuni mezzi americani, provocando anche dei morti. Questo fatto tuttavia, non fermò le operazioni militari perché, nel frattempo, erano stati costruiti nelle vicinanze, ben due pontoni galleggianti.

## Dopo la guerra
Dopo la guerra, il passaggio ferroviario del Reno non fu ritenuto abbastanza importante da giustificare la ricostruzione del ponte. Parti del terreno utilizzato per le linee ferroviarie sono ora utilizzate come zona industriale sulla riva occidentale e un parco sulla riva orientale. 

Dal 1980, le torri sopravvissute sulla riva occidentale del Reno ospitano un museo chiamato "Peace Museum Bridge at Remagen" contenente la storia del ponte e "Temi di guerra e pace".

## Galleria d'immagini

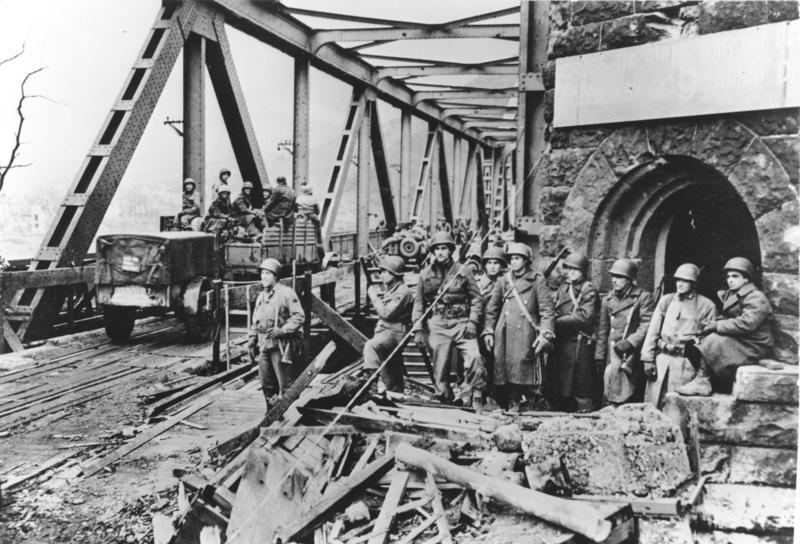
Il ponte durante la battaglia di Remagen nel 1945
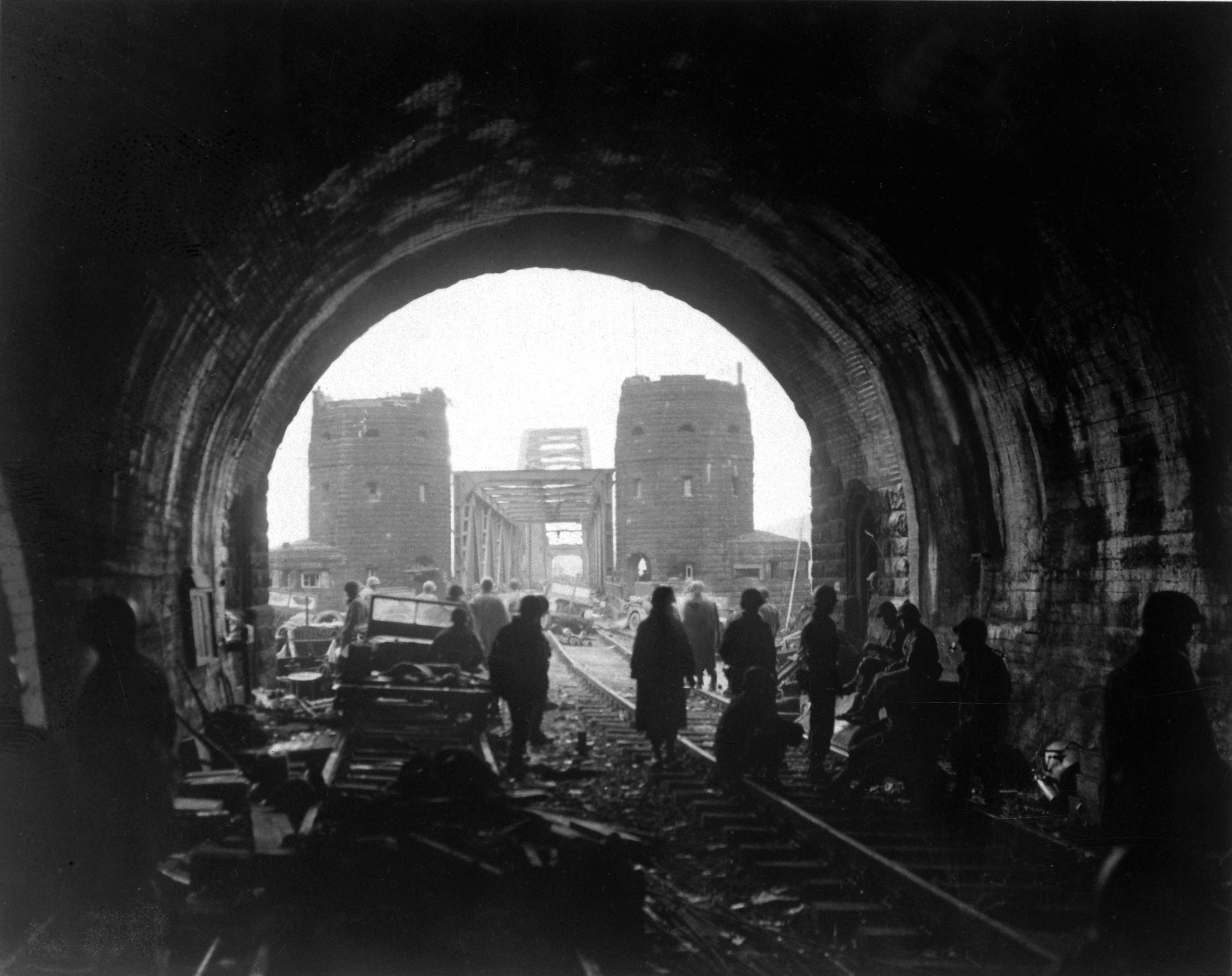
Ponte di Ludendorff vista dalla galleria (oggi murata) nell'11 marzo 1945
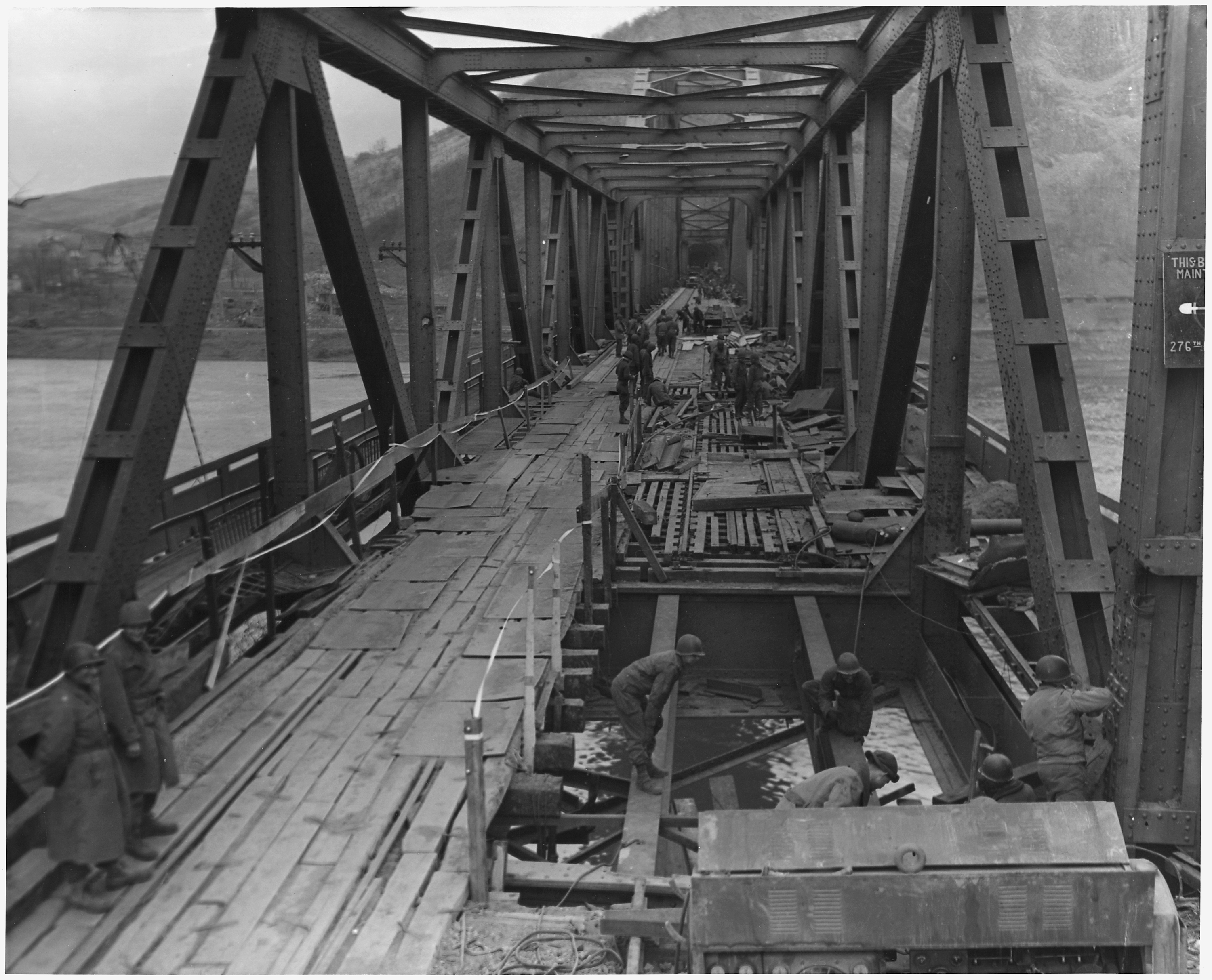
Il ponte nel 17 marzo 1945 quattro ore prima del suo collasso
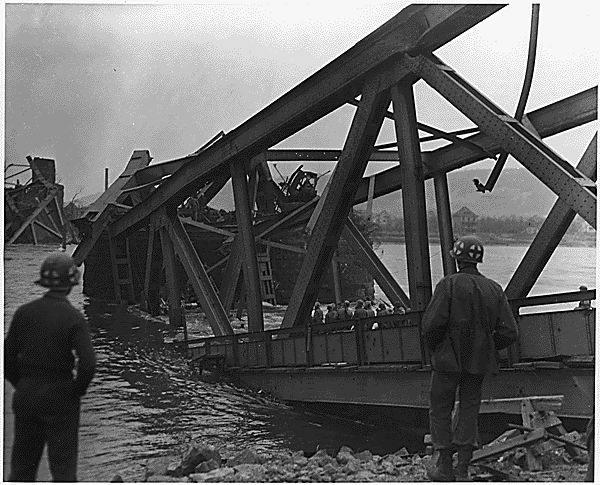
Il ponte nel 17 marzo 1945 dopo il suo collasso
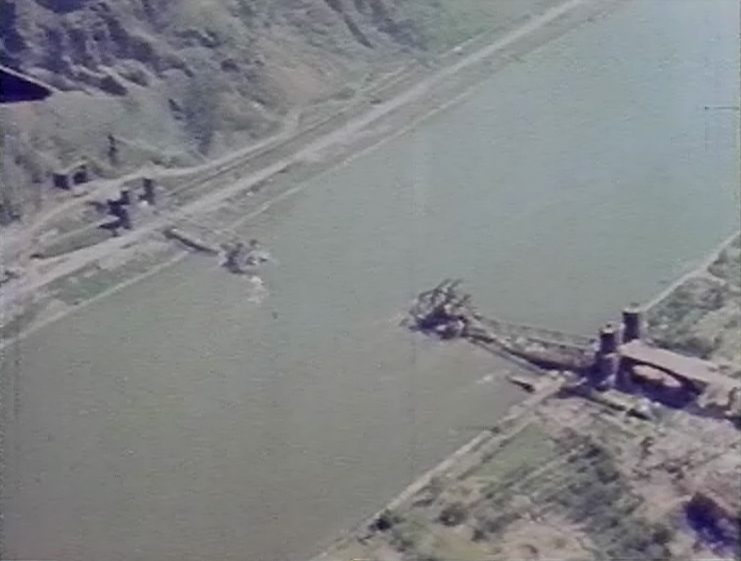
Panoramica del ponte dopo il suo collasso
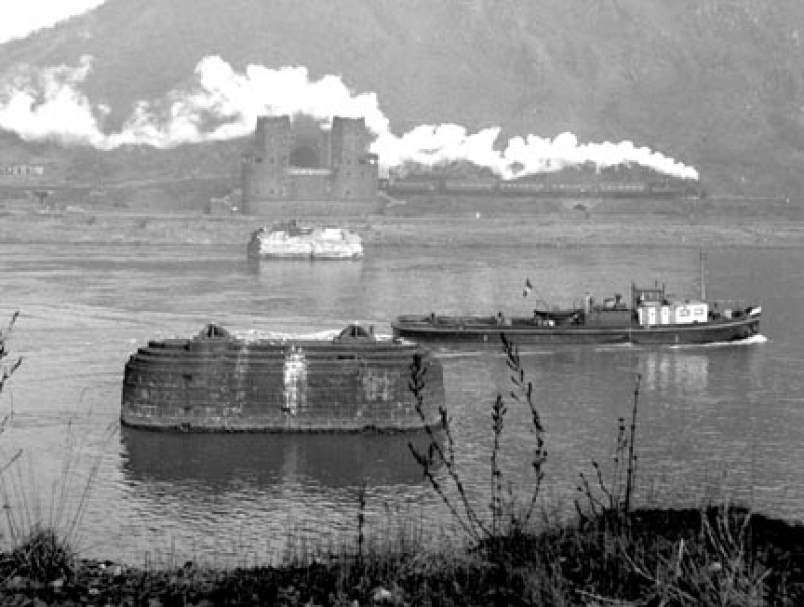
I resti del ponte nel 1951 i pilastri al centro vennero tolti nell'estate del 1976
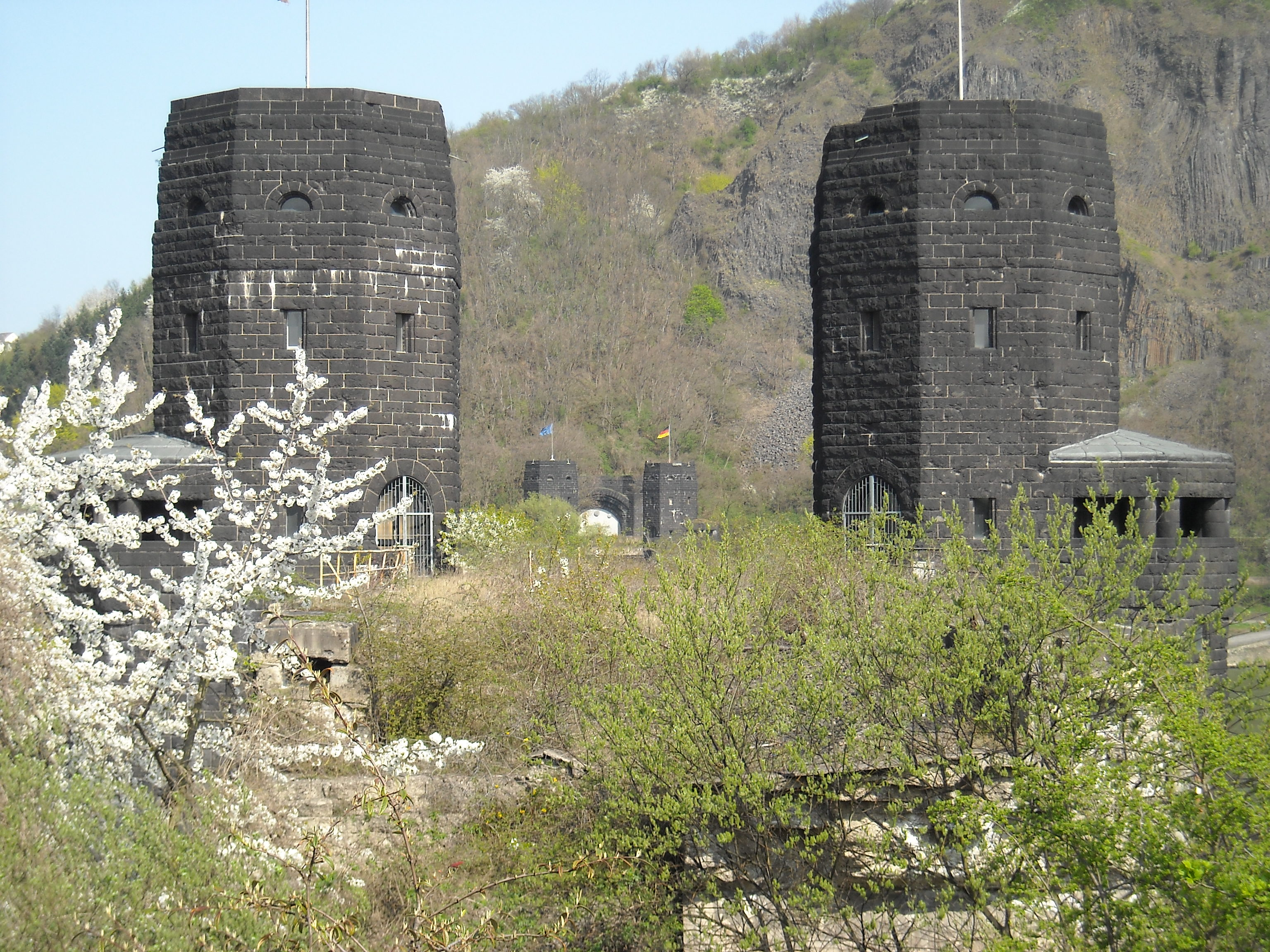
Le torri del ponte a Remagen
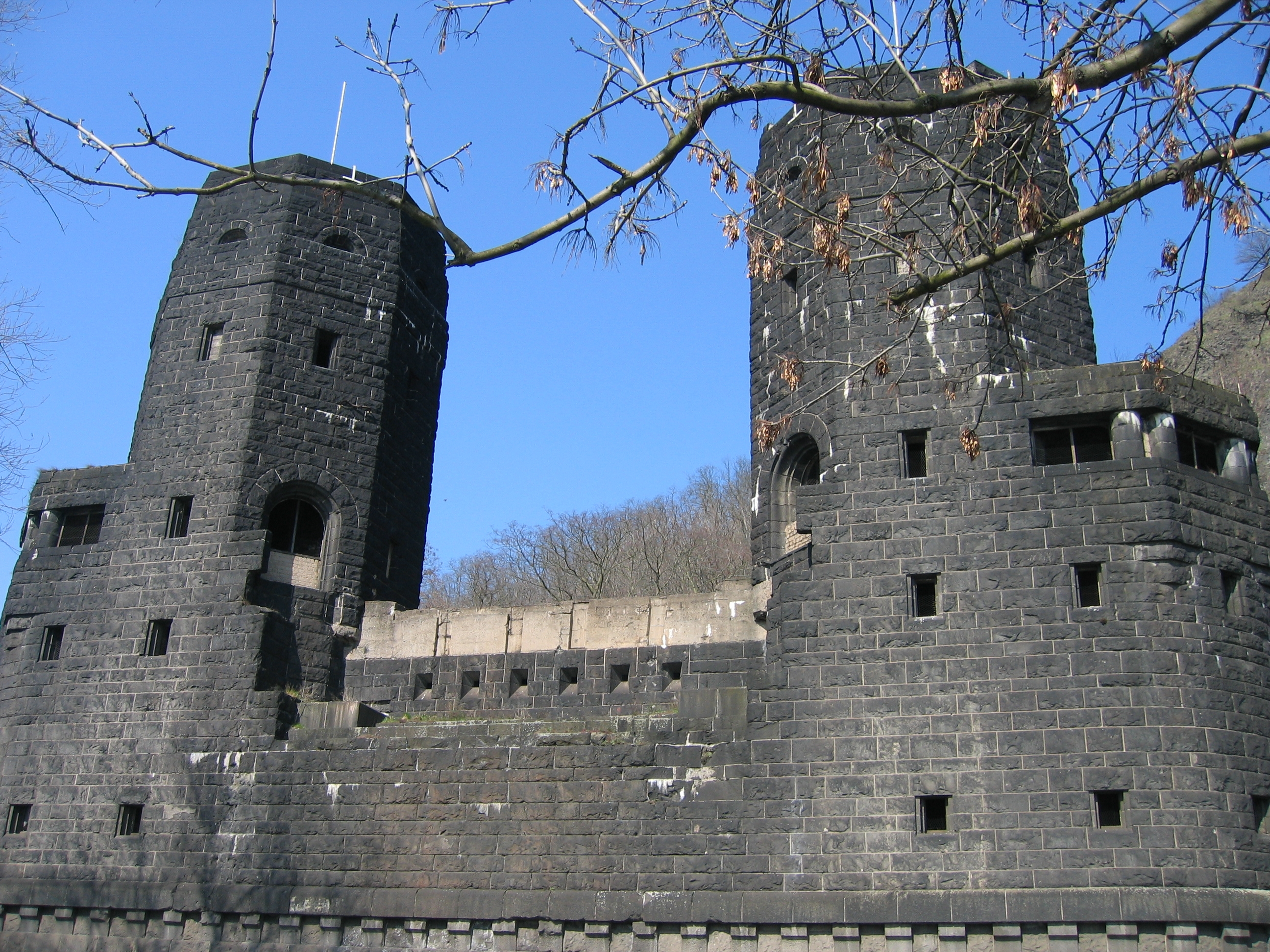
Le torri del ponte a Erpel
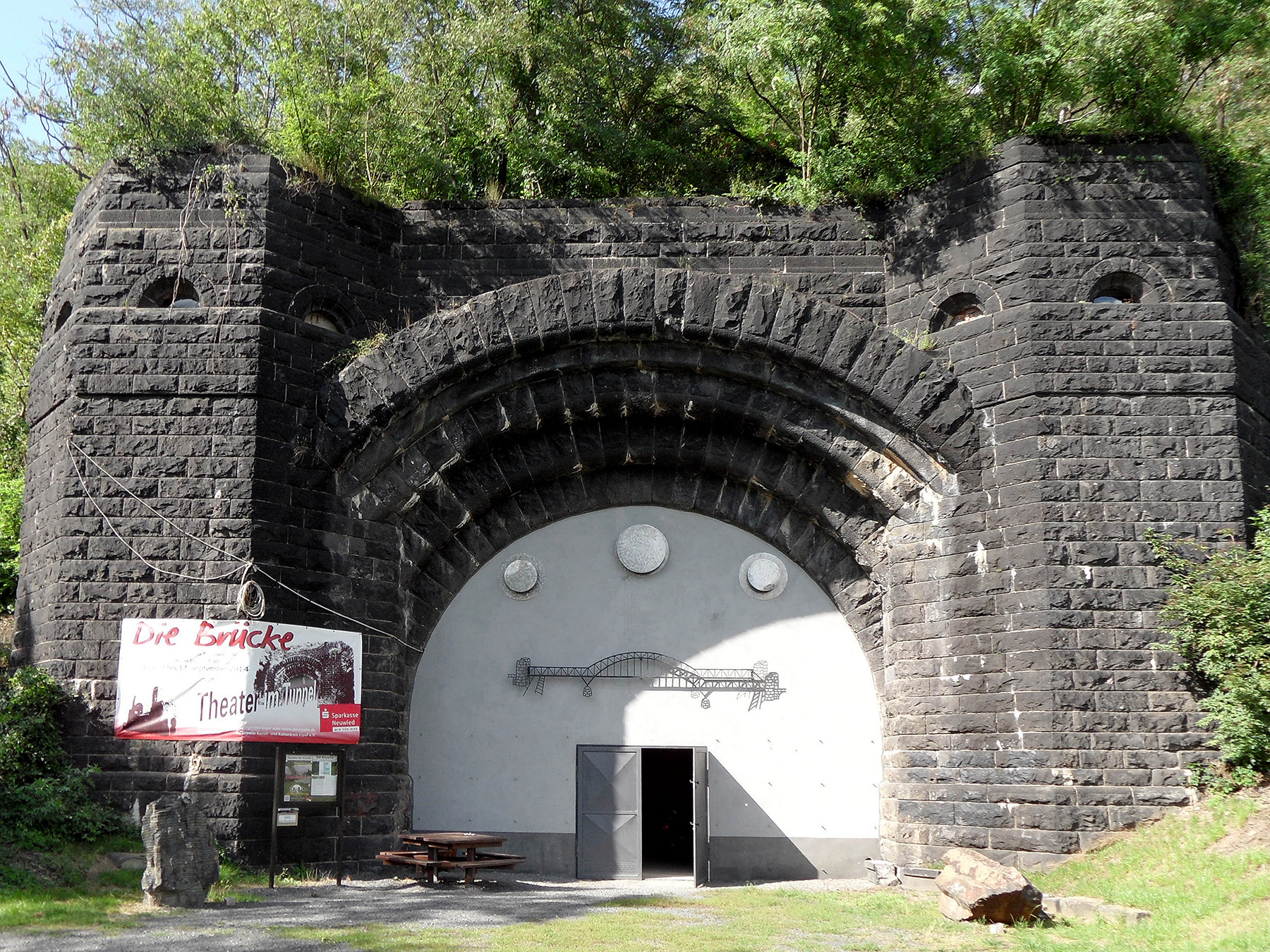
La galleria a Erpel murata dopo la guerra